# Collegio di Basildon and Billericay
Basildon and Billericay è un collegio elettorale situato nell'Essex, nell'Est dell'Inghilterra, e rappresentato alla Camera dei comuni del Parlamento del Regno Unito. Elegge un membro del parlamento con il sistema first-past-the-post, ossia maggioritario a turno unico; l'attuale parlamentare è Richard Holden del Partito Conservatore, che rappresenta il collegio dal 2024.

## Estensione

Basildon and Billericay dal 2010 al 2024

Il collegio fu costituito unendo il precedente collegio di Billericay con l'ex collegio di Basildon, situati intorno al centro di Basildon.
Il collegio di Billericay perse Wickford a vantaggio del nuovo collegio di Rayleigh and Wickford, e Pitsea che passò nel nuovo collegio di South Basildon and East Thurrock.
I ward elettorali del collegio dal 2010 sono Billericay East, Billericay West, Burstead, Crouch, Fryerns, Laindon Park, Lee Chapel North e St Martin's; nel 2024 è stato aggiunto Vange.

## Membri del parlamento
| Elezione | Elezione       | Deputato   | Partito      |
| -------- | -------------- | ---------- | ------------ |
|          | 2010           | John Baron | Conservatore |
| 2024     | Richard Holden |            | Conservatore |

## Elezioni

### Elezioni negli anni 2020
| Partito                    | Partito                                   | Candidato                  | Risultati 4 luglio 2024 | Risultati 4 luglio 2024 |
| Partito                    | Partito                                   | Candidato                  | Voti                    | %                       |
| -------------------------- | ----------------------------------------- | -------------------------- | ----------------------- | ----------------------- |
|                            | Conservatore                              | Richard Holden             | 12 905                  | 30,64                   |
|                            | Laburista                                 | Alex Harrison              | 12 885                  | 30,59                   |
|                            | Reform UK                                 | Stephen Conlay             | 11 354                  | 26,95                   |
|                            | Verdi                                     | Edward Sainsbury           | 2 292                   | 5,44                    |
|                            | Lib Dem                                   | Stewart Goshawk            | 2 123                   | 5,04                    |
|                            | Democratici Britannici                    | Christopher Bateman        | 373                     | 0,89                    |
|                            | TUSC                                      | Dave Murray                | 192                     | 0,46                    |
|                            |                                           |                            |                         |                         |
| Iscritti                   | Iscritti                                  | Iscritti                   | 76 873                  | 100,00                  |
| ↳ Votanti (% su iscritti)  | ↳ Votanti (% su iscritti)                 | ↳ Votanti (% su iscritti)  | 43 124                  | 56,10                   |
| ↳ Astenuti (% su iscritti) | ↳ Astenuti (% su iscritti)                | ↳ Astenuti (% su iscritti) | 33 749                  | 43,90                   |
|                            |                                           |                            |                         |                         |
|                            | Esito: collegio confermato a Conservatore |                            |                         |                         |

### Elezioni negli anni 2010
| Partito                    | Partito                                   | Candidato                  | Risultati 12 dicembre 2019 | Risultati 12 dicembre 2019 |
| Partito                    | Partito                                   | Candidato                  | Voti                       | %                          |
| -------------------------- | ----------------------------------------- | -------------------------- | -------------------------- | -------------------------- |
|                            | Conservatore                              | John Baron                 | 29 590                     | 67,05                      |
|                            | Laburista                                 | Andrew Gordon              | 9 178                      | 20,80                      |
|                            | Lib Dem                                   | Edward Sainsbury           | 3 741                      | 8,48                       |
|                            | Verdi                                     | Stewart Goshawk            | 1 395                      | 3,16                       |
|                            | SDP                                       | Simon Breedon              | 224                        | 0,51                       |
|                            |                                           |                            |                            |                            |
| Iscritti                   | Iscritti                                  | Iscritti                   | 69 906                     | 100,00                     |
| ↳ Votanti (% su iscritti)  | ↳ Votanti (% su iscritti)                 | ↳ Votanti (% su iscritti)  | 44 128                     | 63,12                      |
| ↳ Astenuti (% su iscritti) | ↳ Astenuti (% su iscritti)                | ↳ Astenuti (% su iscritti) | 25 778                     | 36,88                      |
|                            |                                           |                            |                            |                            |
|                            | Esito: collegio confermato a Conservatore |                            |                            |                            |

| Partito                    | Partito                                   | Candidato                  | Risultati 8 giugno 2017 | Risultati 8 giugno 2017 |
| Partito                    | Partito                                   | Candidato                  | Voti                    | %                       |
| -------------------------- | ----------------------------------------- | -------------------------- | ----------------------- | ----------------------- |
|                            | Conservatore                              | John Baron                 | 27 381                  | 60,96                   |
|                            | Laburista                                 | Kayte Block                | 13 981                  | 31,13                   |
|                            | UKIP                                      | Tina Hughes                | 2 008                   | 4,47                    |
|                            | Lib Dem                                   | Antonia Harrison           | 1 548                   | 3,45                    |
|                            |                                           |                            |                         |                         |
| Iscritti                   | Iscritti                                  | Iscritti                   | 69 104                  | 100,00                  |
| ↳ Votanti (% su iscritti)  | ↳ Votanti (% su iscritti)                 | ↳ Votanti (% su iscritti)  | 44 918                  | 65,00                   |
| ↳ Astenuti (% su iscritti) | ↳ Astenuti (% su iscritti)                | ↳ Astenuti (% su iscritti) | 24 186                  | 35,00                   |
|                            |                                           |                            |                         |                         |
|                            | Esito: collegio confermato a Conservatore |                            |                         |                         |

| Partito                    | Partito                                   | Candidato                  | Risultati 7 maggio 2015 | Risultati 7 maggio 2015 |
| Partito                    | Partito                                   | Candidato                  | Voti                    | %                       |
| -------------------------- | ----------------------------------------- | -------------------------- | ----------------------- | ----------------------- |
|                            | Conservatore                              | John Baron                 | 22 668                  | 52,68                   |
|                            | Laburista                                 | Gavin Callaghan            | 10 186                  | 23,67                   |
|                            | UKIP                                      | George Konstantinidis      | 8 538                   | 19,84                   |
|                            | Lib Dem                                   | Martin Thompson            | 1 636                   | 3,80                    |
|                            |                                           |                            |                         |                         |
| Iscritti                   | Iscritti                                  | Iscritti                   | 68 406                  | 100,00                  |
| ↳ Votanti (% su iscritti)  | ↳ Votanti (% su iscritti)                 | ↳ Votanti (% su iscritti)  | 43 028                  | 62,90                   |
| ↳ Astenuti (% su iscritti) | ↳ Astenuti (% su iscritti)                | ↳ Astenuti (% su iscritti) | 25 378                  | 37,10                   |
|                            |                                           |                            |                         |                         |
|                            | Esito: collegio confermato a Conservatore |                            |                         |                         |

| Partito                    | Partito                                         | Candidato                  | Risultati 6 maggio 2010 | Risultati 6 maggio 2010 |
| Partito                    | Partito                                         | Candidato                  | Voti                    | %                       |
| -------------------------- | ----------------------------------------------- | -------------------------- | ----------------------- | ----------------------- |
|                            | Conservatore                                    | John Baron                 | 21 982                  | 52,80                   |
|                            | Laburista                                       | Allan Davies               | 9 584                   | 23,02                   |
|                            | Lib Dem                                         | Mike Hibbs                 | 6 538                   | 15,71                   |
|                            | BNP                                             | Irene Bateman              | 1 934                   | 4,65                    |
|                            | UKIP                                            | Alan Broad                 | 1 591                   | 3,82                    |
|                            |                                                 |                            |                         |                         |
| Iscritti                   | Iscritti                                        | Iscritti                   | 65 454                  | 100,00                  |
| ↳ Votanti (% su iscritti)  | ↳ Votanti (% su iscritti)                       | ↳ Votanti (% su iscritti)  | 41 629                  | 63,60                   |
| ↳ Astenuti (% su iscritti) | ↳ Astenuti (% su iscritti)                      | ↳ Astenuti (% su iscritti) | 23 825                  | 36,40                   |
|                            |                                                 |                            |                         |                         |
|                            | Esito: collegio a Conservatore (nuovo collegio) |                            |                         |                         |

## Risultati dei referendum
|             | Collegio                | Lasciare UE % | Rimanere in UE % |
| ----------- | ----------------------- | ------------- | ---------------- |
|             | Basildon and Billericay | 66,9%         | 33,1%            |
| Inghilterra | 53,3%                   | 46,7%         |                  |
| Regno Unito | 51,9%                   | 48,1%         |                  |